# O.P. Momme
Ole Peter Momme (født 18. marts 1854 i Ørum ved Horsens, død 27. marts 1899 i København) var en dansk arkitekt, der var eksponent for historicisme og især palæstil. Han var oftest i kompagniskab med Ludvig Frederik Olesen.

## Karriere
O.P. Momme blev født 1854 i landsbyen Ørum ved Horsens som søn af kancelliråd, herredsfuldmægtig Laurits Momme (1820-1892) og Elsine f. Sørensen (1825-1893). Efter at have været i murerlære og efter at have gennemgået Kunstakademiet (afgangsbevis 1881) blev han konduktør for J.D. Herholdt ved restaureringen af Skt. Peders Kirke i Næstved og ved opførelsen af Bikubens bygning i Silkegade i København. I konkurrencen om et rådhus i Roskilde vandt han præmien og opførte bygningen 1882-83; i konkurrencen om Christiansborg Slots genopførelse vandt han sammen med arkitekt L.F. Olesen præmie både 1887 og 1888; 1887 vandt han tillige Akademiets lille guldmedalje for et fyrsteligt Residensslot, og 1888 foretog han en studierejse for Akademiets stipendium. 1884-88 havde Momme og hans stadige medarbejder Olesen bopæl i Aalborg, hvor han opførte en mængde villaer og privatbygninger; nævnes må Gabels Gård (militær skole og hovedvagt), svineslagteriets ejendom på Torvet, grosserer Stauns ejendom og Tvangsarbejdsanstalten (fuldført 1896). Senere har han bygget forskellige herregårde, skoler og landbygninger samt kirkerne i Nykøbing Mors, 1891, og i Løgstør, 1893. Efter at være flyttet til København, hvor han 1889 blev bygningsinspektør, opførte han af større foretagender boligejendommen Sans Souci på Frederiksberg (1893-94), en del større privatbygninger og arbejdsanstalten på Amager (1894-95).
1885 ægtede han Thora Henriette Kirstine Simonsen (f. 1859), datter af forvalter ved Kommunehospitalet i Århus Heinrich Simonsen (1821-1891) og Anna Kirstine f. Hansen (f. 1822). Momme døde i 1899.

## Værker
- Roskilde Rådhus, Roskilde (1883-84, 2. præmie i konkurrence 1881)

Sammen med Ludvig Frederik Olesen:
- Hovedbygning til Sohngårdsholm ved Aalborg (1886)
- Skt. Clemens Kirke, Nykøbing Mors (1890-91)
- Kommuneskole, Nykøbing Mors (1892)
- Hovedvagten og arrestbygning i Aalborg (1890-91, nedrevet)
- Udvidelse af Helsingør Kgl. privilegerede Skydeselskab, Sdr. Strandvej/Skydebane Allé, Helsingør (1891)
- Løgstør Kirke (1892-93)
- Valby Præstegård, Søndermarksvej 9, Valby (1893)[1]
- Etageejendommen Sans Souci, Frederiksberg Allé 50-56, Frederiksberg (1893-94, vinduer ændret)
- Aalborg Amts Syge- og Epidemisygehus, Nibe (1895, udvidet af Einar Packness 1923)
- Caroline Smiths Minde, Annebergvej, Aalborg (1895, vinduer ændret)
- Forsørgelses- og tvangsarbejsanstalt i Aalborg (1896)
- Glasmaleri i korets midtvindue, Nyborg Kirke (1896)
- Ombygning af kælder, Aalborg Teater, Jernbanegade (1897)
- Vesterbrogade 186/Frydendalsvej 32, København (1897)
- Ejendommen Købmagergade 54/Landemærket, København (1898)
- Aalborg nye Varieté og Koncertsal, Danmarksgade 43 (1898)
- Villa, Klampenborgvej 50, Klampenborg (1898)
- Vor Frelsers Kirke, Aalborg (1900-02, udvidet 1966-67 af Arne Kjær)
- Desuden flere villaer og byejendomme i Aalborg og København.

### Projekter
- Christiansborg Slot (præmieret 1887, 1888)